# Zvezne volitve v Nemčiji 2021
Zvezne volitve v Nemčiji 2021 so potekale 26. septembra 2021. Volivci so izbirali poslance 20. sklica Bundestaga. Istočasno so potekale tudi deželne volitve v Berlinu in Mecklenburgu-Predpomorjanski. Takratna kanclerka Angela Merkel, ki je bila prvič izvoljena leta 2005, se je odločila, da ne bo več kandidirala, kar je bilo prvič, da se aktualni kancler Zvezne republike Nemčije ni potegoval za ponovno izvolitev. Največ glasov je prejela Socialdemoratska stranka Nemčije (SPD), katere vodilni kandidat je bil Olaf Scholz. Koalicija CDU/CSU je pristala na drugem mestu.

## Rezultati
| SPD     | SPD   | Socialdemokratska stranka Nemčije Sozialdemokratische Partei Deutschlands | Socialna demokracija    | Olaf Scholz                     | Saskia Esken Norbert Walter-Borjans   | 20,5 % | 153 / 709 | 25,7 % | 206 / 709 |
| CDU/CSU | CDU   | Krščanskodemokratska unija                                                | krščanska demokracija   | Armin Laschet                   | Armin Laschet                         | 26,8 % | 246 / 709 | 18,9 % | 197 / 709 |
| CDU/CSU | CSU   | Krščanskosocialna unija na Bavarskem Christlich-Soziale Union in Bayern   | krščanska demokracija   | Armin Laschet                   | Markus Söder                          | 6,2 %  | 246 / 709 | 5,2 %  | 197 / 709 |
| Grüne   | Grüne | Zavezništvo 90/Zeleni Bündnis 90/Die Grünen                               | Zelena politika         | Annalena Baerbock Robert Habeck | Annalena Baerbock Robert Habeck       | 8,9 %  | 67 / 709  | 14,8 % | 118 / 709 |
| FDP     | FDP   | Svobodna demokratska stranka Freie Demokratische Partei                   | Klasični liberalizem    | Christian Lindner               | Christian Lindner                     | 10,7 % | 80 / 709  | 11,5 % | 92 / 709  |
| AfD     | AfD   | Alternativa za Nemčijo Alternative für Deutschland                        | Desni populizem         | Alice Weidel Tino Chrupalla     | Jörg Meuthen Tino Chrupalla           | 12,6 % | 94 / 709  | 12,6 % | 83 / 709  |
| Linke   | Linke | Leva Die Linke                                                            | Demokratični socializem | Janine Wissler Dietmar Bartsch  | Janine Wissler Susanne Hennig-Wellsow | 9,2 %  | 69 / 709  | 4,9 %  | 39 / 709  |